# Challenger de Florianópolis 2024
El torneo Florianópolis Challenger 2024, denominado por razones de patrocinio Engie Open Florianópolis fue un torneo de tenis perteneció al ATP Challenger Tour 2024 en la categoría Challenger 75. Se trató de la 3ª edición; el torneo tuvo lugar en la ciudad de Florianópolis (Brasil), desde el 1 hasta el 7 de abril de 2024 sobre pista dura bajo techo de tierra batida al aire libre.

## Jugadores participantes del cuadro de individuales
| Favorito | País                 | Jugador                 | Rank1 | Posición en el torneo |
| -------- | -------------------- | ----------------------- | ----- | --------------------- |
| 1        | Bandera de Brasil    | Thiago Monteiro         | 110   | Segunda ronda         |
| 2        | Bandera de Argentina | Francisco Comesaña      | 115   | Primera ronda         |
| 3        | Bandera de Brasil    | Felipe Meligeni Alves   | 134   | Baja                  |
| 4        | Bandera de Argentina | Román Andrés Burruchaga | 161   | Cuartos de final      |
| 5        | Bandera de Argentina | Genaro Alberto Olivieri | 185   | Segunda ronda         |
| 6        | Bandera de Francia   | Geoffrey Blancaneaux    | 220   | Segunda ronda         |
| 7        | Bandera de Francia   | Enzo Couacaud           | 231   | CAMPEÓN               |
| 8        | Bandera de Canadá    | Liam Draxl              | 257   | Primera ronda         |

- 1 Se ha tomado en cuenta el ranking del 18 de marzo de 2024.

### Otros participantes
Los siguientes jugadores recibieron una invitación (wild card), por lo tanto ingresan directamente al cuadro principal (WC):
- Pedro Boscardin Dias
- Gustavo Ribeiro de Almeida
- Nicolas Zanellato

Los siguientes jugadores ingresan al cuadro principal tras disputar el cuadro clasificatorio (Q):
- Mateo Barreiros Reyes
- Daniel Cukierman
- Lorenzo Joaquín Rodríguez
- Gabriel Roveri Sidney
- Paulo André Saraiva dos Santos
- Camilo Ugo Carabelli

## Campeones

### Individual Masculino
- Enzo Couacaud derrotó en la final a  João Lucas Reis da Silva por 3–6, 6–4, 7–6(1)

### Dobles Masculino
- Daniel Cukierman /  Carlos Sánchez Jover derrotaron en la final a  Lorenzo Joaquín Rodríguez /  Franco Roncadelli por 6–0, 3–6, [10–7]